# Наближення
«Наближення» — радянський художній фільм 1989 року, знятий режисером Олександром Рехвіашвілі на кіностудії «Грузія-фільм».

## Сюжет
Повнокровне, цікаве життя давно залишило будинок, де живуть мати, батько, син та дочка. Побутові дрібниці, чергові розмови за обідом — це все, що їх пов'язує. Ситуація змінюється, коли стає відомо, що сім'ї у спадок переходить сільський будинок і, можливо, доведеться вступити в боротьбу із співспадкоємцями. Зі дна скринь витягуються старі альбоми і документи, що підтверджують пріоритет сім'ї, починаються інтриги.

## У ролях
- Анна Ніжарадзе — Марі
- Жанрі Лолашвілі — син Ладо, батько Марі
- Маріка Чічінадзе — мати Марі
- Йосип Лагідзе — сусід
- Лео Антадзе — вчитель
- Лері Кенчошвілі — епізод
- Мераб Нінідзе — брат Марі, онук Ладо
- Зінаїда Кверенчхіладзе — епізод
- Ія Парулава — спадкоємиця на автомобілі
- Нінель Чанкветадзе

## Знімальна група
- Режисер — Олександр Рехвіашвілі
- Сценаристи — Олександр Рехвіашвілі, Нугзар Шатаїдзе
- Оператор — Арчіл Піліпашвілі
- Художник — Ношреван Ніколадзе